# Veľký Grob
Veľký Grob (Hongaars: Magyargurab) is een Slowaakse gemeente in de regio Trnava, en maakt deel uit van het district Galanta.
Veľký Grob telt 1.292 inwoners.
Tot het jaar 1920 was het dorp in meerderheid Hongaarstalig. Sinds dat jaar behoort het tot Tsjecho-Slowakije en sinds 1993 tot Slowakije. De Hongaren waren in 1921 nog met bijna 700 personen. In 2011 was hun aantal nog slechts 41.